# Serralades de Córdoba

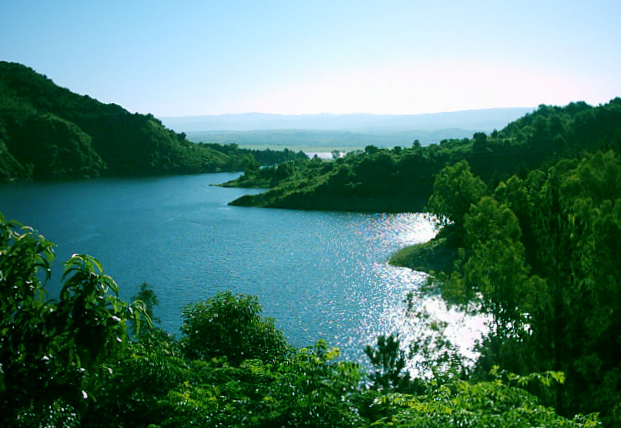
Llac Los Molinos a la vall Paravachasca.

Les Serralades de Córdoba és una serralada al centre de l'Argentina, localitzada entre la Pampa a l'est i sud i la Província del Chaco al nord i la base dels Andes a l'oest. Gairebé tota la serralada està a la província argentina de Córdoba. Aquesta serralada és molt més antiga que els Andes i es va formar durant el període Paleozoic. Arriba als 2.880 metres d'altitud a Champaquí, a l'est de Villa Dolores. Quan es va formar la serralada constituïa a frontera entre Gondwana i l'oceà Pacífic aleshores en expansió.

## Clima

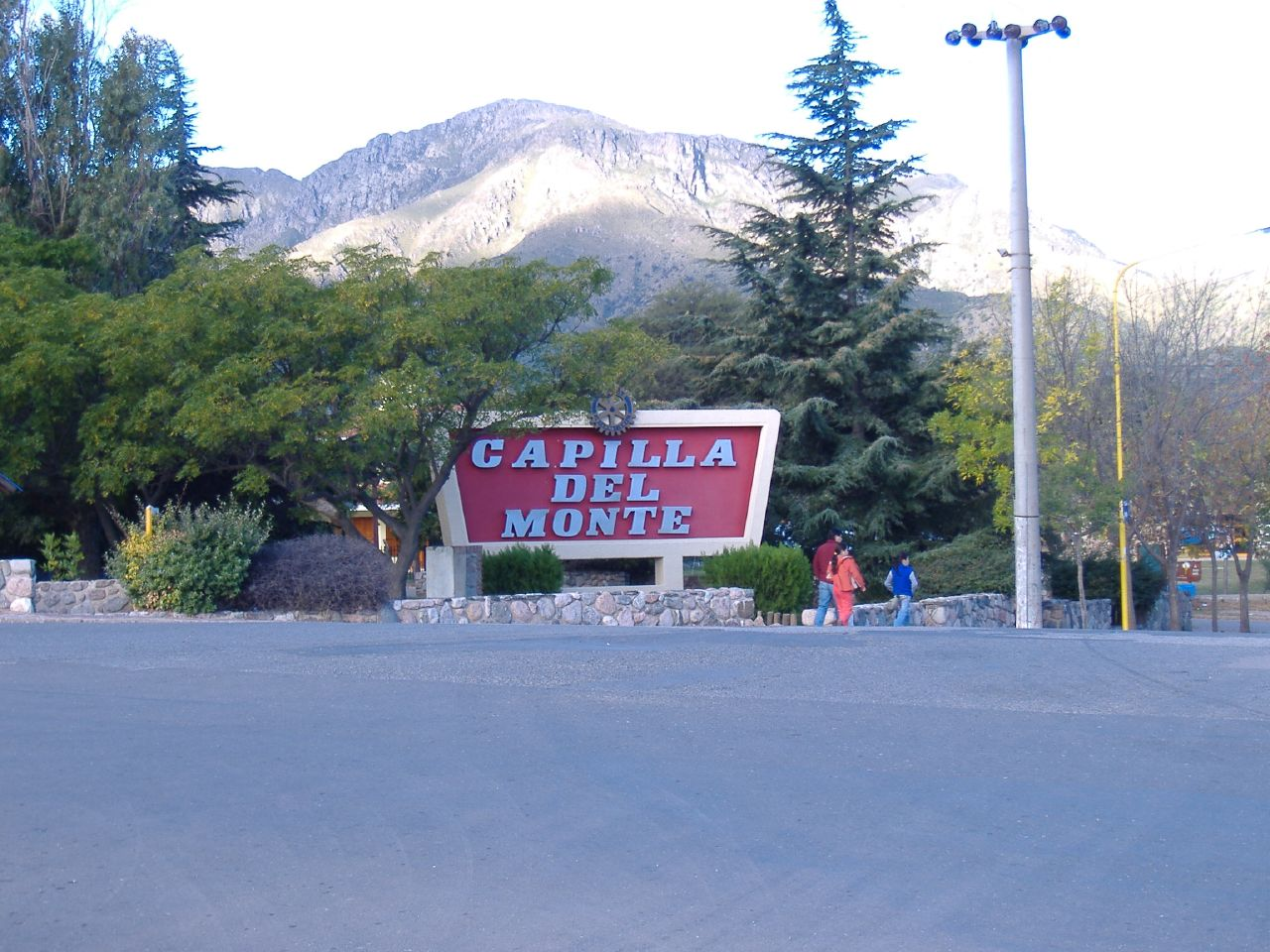
Capilla del Monte

A altituds baixes la serralada té un clima temperat càlid (segons la classificació de Köppen Cwa), amb estius calents i humits i hiverns suaus i secs. La pluviometria de Córdoba és de 715 mm però és molt variable. A l'est de la serralada cauen uns 1200 litres anuals però a l'oest només uns 400 litres. A baixa altitud l'amplitud tèrmica va de 32 °C a 16 °C litres entre gener i juliol (estiu i hivern australs). A uns 1.400 m d'altitud són uns 14 °C de mitjana més freds 